# زوران میرکوویچ
زوران میرکوویچ (صربی: Зоран Мирковић Бата؛ زادهٔ ۲۱ سپتامبر ۱۹۷۱) یک بازیکن فوتبال اهل صربستان است.

## باشگاهی
از باشگاه‌هایی که در آن بازی کرده‌است می‌توان به یوونتوس، آتالانتا، پارتیزان، و فنرباغچه اشاره کرد.